# A57 (Frankrijk)
Autoroute 57 (A57) is een autosnelweg met een lengte van 55 kilometer in het zuidoosten van Frankrijk. De snelweg loopt van de Toulontunnel tot de A8 dicht bij Le Luc. Ten noorden van Toulon wordt tol geheven. In 1968 is het deel van Toulon tot La-Valette-du-Va geopend. Het deel van Cuers et du tronçon Cuers tot de A8 is in 1992 geopend.